# خدایان (فیلم)
خدایان (انگلیسی: Divines) فیلمی فرانسوی-قطری در سبک درام است که در سال ۲۰۱۶ منتشر شد. این فیلم موفق شد در جشنواره فیلم کن جایزهٔ دوربین زرین را از آنِ خود کند.

## داستان
دنیا دختر نوجوانی است که در منطقه‌ای فقیرنشین در حاشیهٔ پاریس با مادرش زندگی می‌کند. او و دوست نزدیکش، میمونا، مدرسه را رها می‌کنند و هر کاری برای پول درآوردن انجام می‌دهند: از دزدی از سوپرمارکت‌ها گرفته تا فروش مواد مخدر که این دومی آنها را درگیر مسائلی می‌کند.